# N1 (België)
De N1 is een gewestweg in België. Het is een van de negen grote N-wegen die vanuit de hoofdstad Brussel in het centrum van het land tot aan de grenzen lopen.

## Geschiedenis
In 1712 werd de weg Brussel - Mechelen - Antwerpen de eerste verharde weg ("steenweg") in de Zuidelijke Nederlanden (toen onder Spaans bestuur) die meerdere steden met elkaar verbond. Het laatste ontbrekende deel, tussen Drie Fonteinen en Laken werd aangelegd door de stad Brussel. De weg ging voor grote delen terug op reeds bestaande aardewegen.
Onder het bewind van Napoleon Bonaparte werd voor het eerst een plan voor een nationaal wegennet uitgetekend. In de Nederlanden werd onder meer het traject Brussel - Mechelen - Antwerpen - Breda geselecteerd als deel van de Route impériale 2, die van Parijs naar Amsterdam leidde. Ook voor het deel tussen Antwerpen en Breda waren er al voor 1811 lokale initiatieven, zoals de aanleg van de Bredabaan tussen Brasschaat en Breda. In 1811 ontbrak enkel het deel ten noorden van Maria-ter-Heide nog.
Later kreeg de N1 op verschillende locaties een nieuw tracé en werden op vele delen verbredingen uitgevoerd naar een vier- of driestrooksweg (in Mortsel en tussen Mechelen en Kontich).
Nieuwe tracés:
- van Schaarbeek tot het noorden van Vilvoorde via de Vilvoordselaan, Schaarbeeklei, Nowélei en Hendrik I-lei (8,4 km)
- tussen Zemst en Mechelen langs het gehucht Zemst-Brug (2,2 km) - bij de aanleg van de A1 die de N1 zou gaan vervangen op langere afstanden
- de Oscar van Kesbeeckstraat bij Mechelen (0,5 km)
- de Koningin Astridlaan in Kontich (2,2 km)

## Traject
De N1 loopt vanaf Van Praet aan de Brusselse Middenring over de Vilvoordelaan naar het noorden. Via Vilvoorde, Mechelen en Antwerpen bereikt de N1 de Nederlandse grens nabij Wernhout, waar de N1 overgaat in de Nederlandse N263 richting Breda. De weg heeft een totale lengte van 73 kilometer. Tegenwoordig vormt de nagenoeg evenwijdig liggende A1/E19 een sneller alternatief voor de route Brussel-Antwerpen-Breda of de A12 voor de route Brussel-Antwerpen-Bergen-op-Zoom.
Zoals alle gewestwegen wordt de N1 niet aangegeven binnen het Brussels Hoofdstedelijk Gewest.

## Plaatsen langs de N1
- Brussel
- Schaarbeek
- Vilvoorde
- Eppegem
- Zemst
- Mechelen
- Walem
- Rumst
- Waarloos
- Kontich
- Edegem
- Hove
- Mortsel
- Berchem
- Antwerpen (hier volgt de N1 een gedeelte van de Leien)
- Merksem
- Brasschaat
- Maria-ter-Heide
- Gooreind
- Wuustwezel
- Braken

## Openbaar vervoer
Door de nabijheid van spoorlijn 25 is de N1 geen prioritaire weg voor De Lijn. De meeste bussen volgen de N1 slechts over een (relatief) korte afstand. De N1 wordt gebruikt door:
- Lijn 500 (Mechelen - Boom - Antwerpen): tussen Mechelen en Rumst
- Stadslijn 556 (Lier) - (Zevenbergen - Waarloos): tussen Rumst en Waarloos
- Lijn 91 (Waarloos - Berchem): tussen Waarloos en Kontich; kort stukje in Hove; tussen Mortsel en Berchem
- Lijn 92 (Kontich - Berchem): korte stukjes in Kontich en Hove; tussen Mortsel en Berchem
- Lijnen 52/53 (Duffel - Berchem) en 90 (Lier - Berchem): tussen Mortsel en Berchem
- Trams 7 (Mortsel - Sint-Pietersvliet) en 15 (Mortsel - Linkeroever): tussen Mortsel en Antwerpen
- Lijnen 191 (Kontich - Antwerpen) en 507 (Rumst - Antwerpen): kort stuk in Antwerpen
- Stadslijn 32 (Edegem - Antwerpen): kort stuk in Berchem
- Trams 8 en 10; streekbus 500: de Leien ten zuiden van de Franklin Rooseveltplaats in Antwerpen
- Stadsbus 1 (UIA - Hoboken - Rijnkaai) en 13 (Polderstad - Rijnkaai): het hele traject van de N1 over de Leien
- Streekbussen 720, 730, 760, 761, 770, 771, 772, 775, 776 (Antwerpen - Ekeren en verder): de Leien ten noorden van de Rooseveltplaats in Antwerpen
- Streekbussen 600, 601, 605, 607, 610, 620, 621 en 629 (Antwerpen - Schoten en verder) en 660 (Antwerpen - Merksem - Ekeren): van Antwerpen tot Merksem
- Streekbussen 650 (Antwerpen - Putte), 661 (Antwerpen - Ekeren) en 670 (Antwerpen - Essen): van Antwerpen tot Merksem-Keizershoek
- Streekbussen 642 (Antwerpen - Maria ter Heide) en 643 (Antwerpen - Brasschaat): van Antwerpen tot Brasschaat
- Streekbussen 640 en 641 (Antwerpen - Wuustwezel): van Antwerpen tot Wuustwezel

## Aftakkingen

### N1a
De N1a is een verbindingsweg in Mechelen die de R12 met de N1 verbindt bij het treinstation Mechelen. De lengte van de weg bedraagt ongeveer 500 meter en verloopt via de Leopoldstraat. De weg is ingericht als eenrichtingsverkeersweg en alleen te berijden vanuit de R12 naar het station toe. Onderweg kruist de route de N1b.

### N1b
De N1b is een 230 meter lange verbindingsweg in Mechelen. De weg verbindt de R12 met de N1a via de Colomastraat. De weg is ingericht als eenrichtingsverkeersweg en alleen te berijden van de R12 naar de N1a toe.
Sinds 19 november 2021 is de N1b ingedeeld als gemeenteweg. De weg verloor hiermee het statuut van gewestweg.

### N1c
De N1c is een 700 meter lange verbindingsweg bij Rumst. De weg verbindt via de Bussestraat de N1 met de A1 E19.

### N1d
De N1d is een 1,2 kilometer lange verbindingsweg bij de plaats Haren-Buda. De weg verbindt de N1 met de R22 op de grens van Vlaams-Brabant en het Brussels Gewest. De route verloopt via de Diegemstraat, Generaal Lemanlaan en Budasteenweg en passeert hierbij met viaducten diverse spoorlijnen. Tevens ligt het treinstation Buda aan deze weg.